# Sunderland Association Football Club Women
Il Sunderland Association Football Club Women, precedentemente denominato Sunderland Association Football Club Ladies, è una squadra di calcio di femminile inglese, sezione femminile dell'omonimo club con sede a Sunderland, città portuale dell'Inghilterra nord-orientale, situata nella contea metropolitana di Tyne and Wear ed appartenente al borough metropolitano della City of Sunderland.
Fondata nel 1989 come The Kestrels, nella stagione 2025-2026 milita in Women's Super League 2, secondo livello del campionato inglese femminile di calcio.

## Calciatrici
Stephanie Bannon, ritiratasi al termine della stagione 2017, è stata per più di 10 anni capitano e giocatrice più rappresentativa del Sunderland.

## Palmarès

### Altri piazzamenti
- Women's FA Cup:

Finalista: 2009

## Organico

### Rosa 2018-2019
Rosa e ruoli come da sito ufficiale, aggiornati al 21 settembre 2018.
| N. |                        | Ruolo | Calciatrice           |
| -- | ---------------------- | ----- | --------------------- |
|    | Inghilterra (bandiera) | P     | Rachael Laws          |
|    | Germania (bandiera)    | P     | Anke Preuß            |
|    | Inghilterra (bandiera) | D     | Danielle Brown        |
|    | Inghilterra (bandiera) | D     | Rachel Pitman         |
|    | Inghilterra (bandiera) | D     | Hayley Sharp          |
|    | Canada (bandiera)      | D     | Kylla Sjoman          |
|    | Inghilterra (bandiera) | D     | Ellie Stewart         |
|    | Inghilterra (bandiera) | D     | Victoria Williams     |
|    | Paesi Bassi (bandiera) | C     | Dominique Bruinenberg |

| N. |                        | Ruolo | Calciatrice      |
| -- | ---------------------- | ----- | ---------------- |
|    | Inghilterra (bandiera) | C     | Mollie Lambert   |
|    | Inghilterra (bandiera) | C     | Kasia Lipka      |
|    | Inghilterra (bandiera) | C     | Keira Ramshaw    |
|    | Stati Uniti (bandiera) | C     | Zaneta Wyne      |
|    | Inghilterra (bandiera) | A     | Bridget Galloway |
|    | Inghilterra (bandiera) | A     | Abbey Joice      |
|    | Austria (bandiera)     | A     | Simona Koren     |
|    | Irlanda (bandiera)     | A     | Stephanie Roche  |